# 리샤르트 갈라

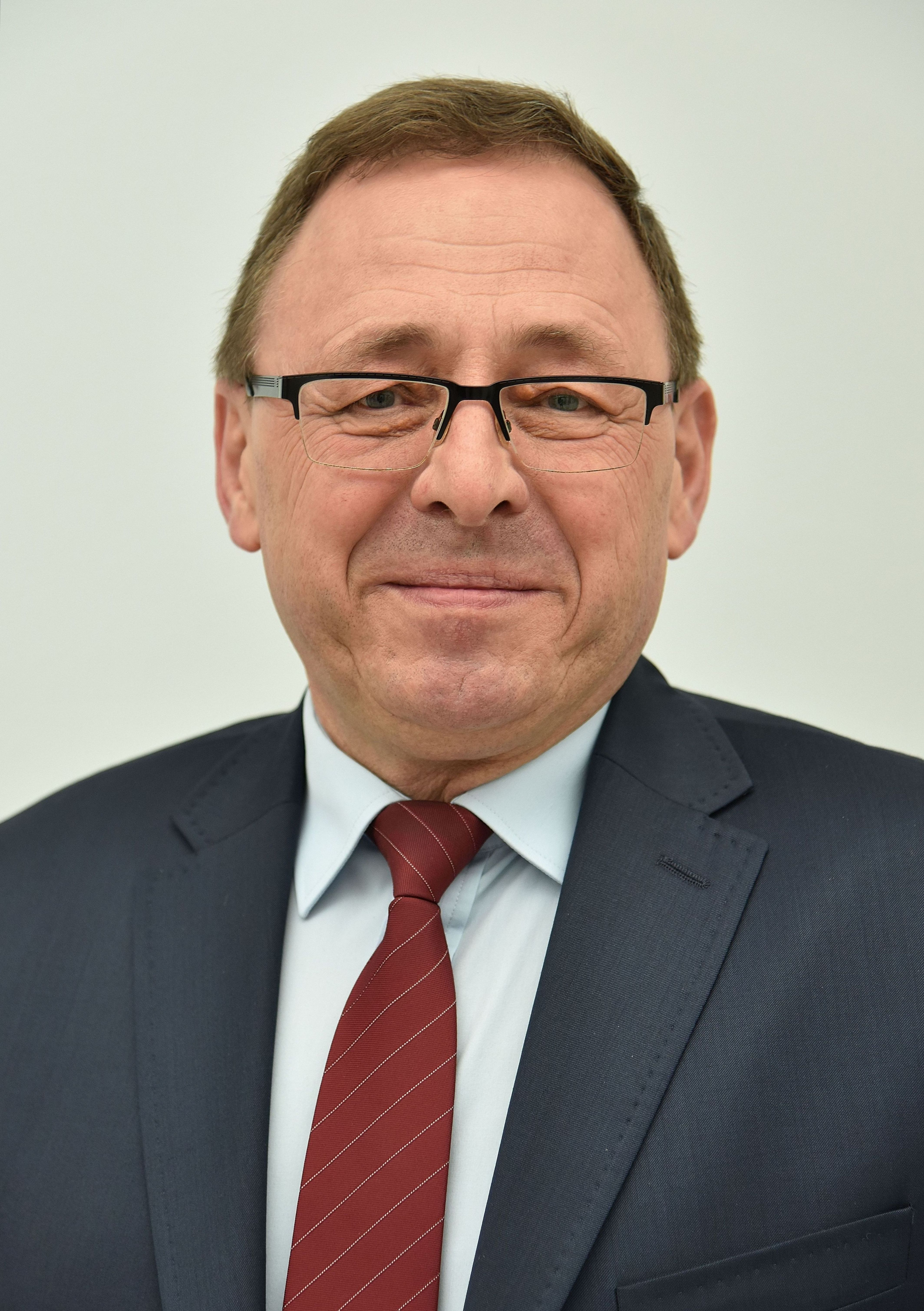
리샤르트 갈라

리샤르트 예지 갈라(폴란드어: Ryszard Jerzy Galla, 1956년 7월 22일 ~ )는 폴란드의 독일계 정치인이다. 그는 일전에 오폴레주 의회 의원이었으며, 2002년 잠시 주총리직을 역임했다. 2005년 폴란드 총선에서 오폴레 선거구에 출마해 9,072표를 얻어 21위로 국회의원에 당선된 그는 2015년 총선에서 당선된 유일한 독일계 소수민족 선거위원회 소속 국회의원이다.

## 참고 자료
- 국회의원 프로필